# Seria GP3 – Hungaroring 2015
Runda GP3 na torze Hungaroring – czwarta runda mistrzostw serii GP3 w sezonie 2015.

## Lista startowa
| Nr | Kierowca            | Zespół              | Samochód       | Silnik      | Opony |
| -- | ------------------- | ------------------- | -------------- | ----------- | ----- |
| 1  | Antonio Fuoco       | Carlin              | Dallara GP3/13 | AER V6 3.4l | P     |
| 2  | Jann Mardenborough  | Carlin              | Dallara GP3/13 | AER V6 3.4l | P     |
| 3  | Mitchell Gilbert    | Carlin              | Dallara GP3/13 | AER V6 3.4l | P     |
| 4  | Alfonso Celis       | ART Grand Prix      | Dallara GP3/13 | AER V6 3.4l | P     |
| 5  | Marvin Kirchhöfer   | ART Grand Prix      | Dallara GP3/13 | AER V6 3.4l | P     |
| 6  | Esteban Ocon        | ART Grand Prix      | Dallara GP3/13 | AER V6 3.4l | P     |
| 7  | Seb Morris          | Status Grand Prix   | Dallara GP3/13 | AER V6 3.4l | P     |
| 8  | Alex Fontana        | Status Grand Prix   | Dallara GP3/13 | AER V6 3.4l | P     |
| 9  | Sandy Stuvik        | Status Grand Prix   | Dallara GP3/13 | AER V6 3.4l | P     |
| 10 | Adderly Fong        | Koiranen GP         | Dallara GP3/13 | AER V6 3.4l | P     |
| 11 | Jimmy Eriksson      | Koiranen GP         | Dallara GP3/13 | AER V6 3.4l | P     |
| 12 | Matt Parry          | Koiranen GP         | Dallara GP3/13 | AER V6 3.4l | P     |
| 14 | Kevin Ceccon        | Arden International | Dallara GP3/13 | AER V6 3.4l | P     |
| 15 | Emil Bernstorff     | Arden International | Dallara GP3/13 | AER V6 3.4l | P     |
| 16 | Aleksander Bosak    | Arden International | Dallara GP3/13 | AER V6 3.4l | P     |
| 20 | Pål Varhaug         | Jenzer Motorsport   | Dallara GP3/13 | AER V6 3.4l | P     |
| 21 | Mathéo Tuscher      | Jenzer Motorsport   | Dallara GP3/13 | AER V6 3.4l | P     |
| 22 | Ralph Boschung      | Jenzer Motorsport   | Dallara GP3/13 | AER V6 3.4l | P     |
| 23 | Zajd Aszkanani      | Campos Racing       | Dallara GP3/13 | AER V6 3.4l | P     |
| 24 | Álex Palou          | Campos Racing       | Dallara GP3/13 | AER V6 3.4l | P     |
| 25 | Samin Gómez Briceno | Campos Racing       | Dallara GP3/13 | AER V6 3.4l | P     |
| 26 | Artur Janosz        | Trident             | Dallara GP3/13 | AER V6 3.4l | P     |
| 27 | Luca Ghiotto        | Trident             | Dallara GP3/13 | AER V6 3.4l | P     |
| Nr | Kierowca            | Zespół              | Samochód       | Silnik      | Opony |

## Wyniki

### Sesja treningowa
| Nr | Kierowca     | Konstruktor    | Czas     | Okr. |
| -- | ------------ | -------------- | -------- | ---- |
| 6  | Esteban Ocon | ART Grand Prix | 1:34,546 | 16   |

### Kwalifikacje
Źródło: Autosport
| 1                                                     | 27 | Luca Ghiotto        | Trident             | 1:34,030 | 1       |
| 2                                                     | 15 | Emil Bernstorff     | Arden International | 1:34,066 | 2       |
| 3                                                     | 6  | Esteban Ocon        | ART Grand Prix      | 1:34,214 | 3       |
| 4                                                     | 5  | Marvin Kirchhöfer   | ART Grand Prix      | 1:34,231 | 4       |
| 5                                                     | 11 | Jimmy Eriksson      | Koiranen GP         | 1:34,359 | 5       |
| 6                                                     | 12 | Matt Parry          | Koiranen GP         | 1:34,522 | 6       |
| 7                                                     | 24 | Álex Palou          | Campos Racing       | 1:34,526 | 7       |
| 8                                                     | 1  | Antonio Fuoco       | Carlin              | 1:34,571 | 8       |
| 9                                                     | 14 | Kevin Ceccon        | Arden International | 1:34,744 | 9       |
| 10                                                    | 20 | Pål Varhaug         | Jenzer Motorsport   | 1:34,745 | 10      |
| 11                                                    | 3  | Mitchell Gilbert    | Carlin              | 1:34,751 | 11      |
| 12                                                    | 21 | Mathéo Tuscher      | Jenzer Motorsport   | 1:34,766 | 12      |
| 13                                                    | 7  | Seb Morris          | Status Grand Prix   | 1:34,873 | 13      |
| 14                                                    | 22 | Ralph Boschung      | Jenzer Motorsport   | 1:35,001 | 14      |
| 15                                                    | 26 | Artur Janosz        | Trident             | 1:35,008 | 15      |
| 16                                                    | 8  | Alex Fontana        | Status Grand Prix   | 1:35,071 | 16      |
| 17                                                    | 9  | Sandy Stuvik        | Status Grand Prix   | 1:35,091 | 17      |
| 18                                                    | 2  | Jann Mardenborough  | Carlin              | 1:35,108 | 18      |
| 19                                                    | 10 | Adderly Fong        | Koiranen GP         | 1:35,255 | 19      |
| 20                                                    | 23 | Zajd Aszkanani      | Campos Racing       | 1:36,140 | 20      |
| 21                                                    | 16 | Aleksander Bosak    | Arden International | 1:36,235 | 21      |
| 22                                                    | 25 | Samin Gómez Briceno | Campos Racing       | 1:37,164 | 22      |
| Nie wystartowali / niedopuszczeni do ponownego startu |    |                     |                     |          |         |
|                                                       | 4  | Alfonso Celis       | ART Grand Prix      | –        | 23      |
| Poz.                                                  | Nr | Kierowca            | Konstruktor         | Czas     | Poz. s. |

### Wyścig 1

#### Wyścig
Źródło: Wyprzedź Mnie!
| P                 | + / –     | Nr | Kierowca            | Konstruktor         | Okr. | Czas / Strata | Komentarz |
| ----------------- | --------- | -- | ------------------- | ------------------- | ---- | ------------- | --------- |
| 1                 | Bez zmian | 27 | Luca Ghiotto        | Trident             | 22   | 38:29,253     |           |
| 2                 | 1         | 6  | Esteban Ocon        | ART Grand Prix      | 22   | +0:03,500     |           |
| 3                 | 1         | 5  | Marvin Kirchhöfer   | ART Grand Prix      | 22   | +0:06,224     |           |
| 4                 | 2         | 15 | Emil Bernstorff     | Arden International | 22   | +0:06,516     |           |
| 5                 | 1         | 12 | Matt Parry          | Koiranen GP         | 22   | +0:06,960     |           |
| 6                 | 1         | 11 | Jimmy Eriksson      | Koiranen GP         | 22   | +0:07,782     |           |
| 7                 | 2         | 14 | Kevin Ceccon        | Arden International | 22   | +0:08,265     |           |
| 8                 | Bez zmian | 1  | Antonio Fuoco       | Carlin              | 22   | +0:11,390     |           |
| 9                 | 1         | 20 | Pål Varhaug         | Jenzer Motorsport   | 22   | +0:11,833     |           |
| 10                | 2         | 21 | Mathéo Tuscher      | Jenzer Motorsport   | 22   | +0:15,200     |           |
| 11                | Bez zmian | 3  | Mitchell Gilbert    | Carlin              | 22   | +0:15,325     |           |
| 12                | 1         | 7  | Seb Morris          | Status Grand Prix   | 22   | +0:15,658     |           |
| 13                | 1         | 22 | Ralph Boschung      | Jenzer Motorsport   | 22   | +0:16,879     |           |
| 14                | 2         | 8  | Alex Fontana        | Status Grand Prix   | 22   | +0:21,995     |           |
| 15                | 4         | 10 | Adderly Fong        | Koiranen GP         | 22   | +0:23,773     |           |
| 16                | 1         | 26 | Artur Janosz        | Trident             | 22   | +0:24,340     |           |
| 17                | 4         | 16 | Aleksander Bosak    | Arden International | 22   | +0:27,838     |           |
| 18                | 5         | 4  | Alfonso Celis       | ART Grand Prix      | 22   | +0:29,530     |           |
| 19                | 12        | 24 | Álex Palou          | Campos Racing       | 22   | +0:31,790     |           |
| 20                | Bez zmian | 23 | Zajd Aszkanani      | Campos Racing       | 22   | +0:40,005     |           |
| 21                | 1         | 25 | Samin Gómez Briceno | Campos Racing       | 22   | +0:48,626     |           |
| 22                | 5         | 9  | Sandy Stuvik        | Status Grand Prix   | 20   | +2 okr        |           |
| Niesklasyfikowani |           |    |                     |                     |      |               |           |
|                   |           | 2  | Jann Mardenborough  | Carlin              | 1    | +21 okr       |           |
| P                 | + / –     | Nr | Kierowca            | Konstruktor         | Okr. | Czas / Strata | Komentarz |

#### Najszybsze okrążenie
| Nr | Kierowca     | Konstruktor | Czas     | Okr. |
| -- | ------------ | ----------- | -------- | ---- |
| 27 | Luca Ghiotto | Trident     | 1:36,218 | 20   |

#### Prowadzenie w wyścigu
| Nr                              | Kierowca     | Okrążenia | Suma |
| ------------------------------- | ------------ | --------- | ---- |
| 27                              | Luca Ghiotto | 1-22      | 22   |
| \| Wykres \| \| ------ \| \| \| |              |           |      |
| Wykres                          |              |           |      |
|                                 |              |           |      |

### Wyścig 2

#### Wyścig
Źródło: Wyprzedź Mnie!
| P                 | + / –     | Nr | Kierowca            | Konstruktor         | Okr. | Czas / Strata | Komentarz |
| ----------------- | --------- | -- | ------------------- | ------------------- | ---- | ------------- | --------- |
| 1                 | 1         | 14 | Kevin Ceccon        | Arden International | 16   | 27:56,869     |           |
| 2                 | 5         | 6  | Esteban Ocon        | ART Grand Prix      | 16   | +0:00,766     |           |
| 3                 | 1         | 12 | Matt Parry          | Koiranen GP         | 16   | +0:03,316     |           |
| 4                 | 4         | 27 | Luca Ghiotto        | Trident             | 16   | +0:04,495     |           |
| 5                 | 1         | 5  | Marvin Kirchhöfer   | ART Grand Prix      | 16   | +0:07,445     |           |
| 6                 | 3         | 11 | Jimmy Eriksson      | Koiranen GP         | 16   | +0:07,753     | [ 4 ]     |
| 7                 | 2         | 20 | Pål Varhaug         | Jenzer Motorsport   | 16   | +0:08,846     |           |
| 8                 | 5         | 22 | Ralph Boschung      | Jenzer Motorsport   | 16   | +0:09,752     |           |
| 9                 | 1         | 21 | Mathéo Tuscher      | Jenzer Motorsport   | 16   | +0:10,232     |           |
| 10                | 1         | 3  | Mitchell Gilbert    | Carlin              | 16   | +0:12,251     |           |
| 11                | 4         | 10 | Adderly Fong        | Koiranen GP         | 16   | +0:15,322     |           |
| 12                | Bez zmian | 7  | Seb Morris          | Status Grand Prix   | 16   | +0:18,012     |           |
| 13                | 1         | 8  | Alex Fontana        | Status Grand Prix   | 16   | +0:18,550     |           |
| 14                | 8         | 9  | Sandy Stuvik        | Status Grand Prix   | 16   | +0:19,835     |           |
| 15                | 3         | 4  | Alfonso Celis       | ART Grand Prix      | 16   | +0:21,685     |           |
| 16                | 4         | 23 | Zajd Aszkanani      | Campos Racing       | 16   | +0:28,636     |           |
| 17                | 6         | 2  | Jann Mardenborough  | Carlin              | 16   | +0:28,937     |           |
| 18                | 1         | 24 | Álex Palou          | Campos Racing       | 16   | +0:29,349     |           |
| 19                | 2         | 16 | Aleksander Bosak    | Arden International | 16   | +0:38,072     | [ 4 ]     |
| Niesklasyfikowani |           |    |                     |                     |      |               |           |
|                   |           | 25 | Samin Gómez Briceno | Campos Racing       | 11   | +5 okr        | [ 4 ]     |
|                   |           | 15 | Emil Bernstorff     | Arden International | 0    | +16 okr       |           |
|                   |           | 26 | Artur Janosz        | Trident             | 0    | +16 okr       |           |
|                   |           | 1  | Antonio Fuoco       | Carlin              | 0    | +16 okr       |           |
| P                 | + / –     | Nr | Kierowca            | Konstruktor         | Okr. | Czas / Strata | Komentarz |

#### Najszybsze okrążenie
| Nr | Kierowca     | Konstruktor    | Czas     | Okr. |
| -- | ------------ | -------------- | -------- | ---- |
| 6  | Esteban Ocon | ART Grand Prix | 1:35,924 | 16   |

#### Prowadzenie w wyścigu
| Nr                              | Kierowca      | Okrążenia | Suma |
| ------------------------------- | ------------- | --------- | ---- |
| 14                              | Kevin Ceccon  | 1-16      | 16   |
| 1                               | Antonio Fuoco | 1         | 0    |
| \| Wykres \| \| ------ \| \| \| |               |           |      |
| Wykres                          |               |           |      |
|                                 |               |           |      |

## Klasyfikacja po zakończeniu rundy

### Kierowcy
| P  | +/− | Kierowca            | Starty | Punkty | P1 | P2 | P3 | PP | NO | NS |
| -- | --- | ------------------- | ------ | ------ | -- | -- | -- | -- | -- | -- |
| 1  | 0   | Luca Ghiotto        | 8      | 121    | 2  | 1  | 1  | 3  | 4  | –  |
| 2  | 0   | Marvin Kirchhöfer   | 8      | 98     | 2  | 1  | 1  | 1  | 1  | –  |
| 3  | 0   | Esteban Ocon        | 8      | 96     | 1  | 3  | 1  | –  | 2  | 1  |
| 4  | 0   | Emil Bernstorff     | 8      | 75     | –  | 1  | 1  | –  | –  | 1  |
| 5  | +1  | Kevin Ceccon        | 7      | 54     | 2  | –  | –  | –  | 1  | 1  |
| 6  | −1  | Jimmy Eriksson      | 8      | 50     | –  | 1  | –  | –  | –  | –  |
| 7  | +2  | Matt Parry          | 8      | 43     | –  | –  | 2  | –  | –  | –  |
| 8  | 0   | Antonio Fuoco       | 8      | 34     | –  | 1  | –  | –  | –  | 2  |
| 9  | −2  | Jann Mardenborough  | 8      | 32     | –  | –  | 1  | –  | –  | 1  |
| 10 | 0   | Ralph Boschung      | 8      | 20     | –  | –  | 1  | –  | –  | 1  |
| 11 | 0   | Óscar Tunjo         | 6      | 17     | 1  | –  | –  | –  | –  | –  |
| 12 | 0   | Alex Fontana        | 8      | 7      | –  | –  | –  | –  | –  | –  |
| 13 | 0   | Seb Morris          | 8      | 6      | –  | –  | –  | –  | –  | 1  |
| 14 | 0   | Sandy Stuvik        | 8      | 6      | –  | –  | –  | –  | –  | 1  |
| 15 | +3  | Pål Varhaug         | 7      | 4      | –  | –  | –  | –  | –  | –  |
| 16 | 0   | Mathéo Tuscher      | 8      | 2      | –  | –  | –  | –  | –  | 1  |
| 17 | −2  | Artur Janosz        | 8      | 2      | –  | –  | –  | –  | –  | 1  |
| 18 | −1  | Alfonso Celis       | 8      | 1      | –  | –  | –  | –  | –  | 1  |
| 19 | +1  | Mitchell Gilbert    | 8      | 0      | –  | –  | –  | –  | –  | 1  |
| 20 | +1  | Adderly Fong        | 8      | 0      | –  | –  | –  | –  | –  | –  |
| 21 | −3  | Zajd Aszkanani      | 8      | 0      | –  | –  | –  | –  | –  | –  |
| 22 | 0   | Álex Palou          | 8      | 0      | –  | –  | –  | –  | –  | 2  |
| 23 | 0   | Aleksander Bosak    | 8      | 0      | –  | –  | –  | –  | –  | –  |
| 24 | 0   | Samin Gómez Briceno | 6      | 0      | –  | –  | –  | –  | –  | 2  |
| 25 | 0   | Christopher Höher   | 2      |        | –  | –  | –  | –  | –  | –  |
| P  | +/− | Kierowca            | Starty | Punkty | P1 | P2 | P3 | PP | NO | NS |

### Zespoły
| P | +/− | Konstruktor         | Starty | Punkty | P1 | P2 | P3 | PP | NO | NS |
| - | --- | ------------------- | ------ | ------ | -- | -- | -- | -- | -- | -- |
| 1 | 0   | ART Grand Prix      | 24     | 195    | 3  | 4  | 2  | 1  | 3  | 2  |
| 2 | 0   | Trident             | 22     | 140    | 3  | 1  | 1  | 3  | 4  | 1  |
| 3 | 0   | Arden International | 23     | 129    | 2  | 1  | 1  | –  | 1  | 2  |
| 4 | +1  | Koiranen GP         | 24     | 93     | –  | 1  | 2  | –  | –  | –  |
| 5 | −1  | Carlin              | 24     | 66     | –  | 1  | 1  | –  | –  | 4  |
| 6 | 0   | Jenzer Motorsport   | 23     | 26     | –  | –  | 1  | –  | –  | 2  |
| 7 | 0   | Status Grand Prix   | 24     | 19     | –  | –  | –  | –  | –  | 2  |
| 8 | 0   | Campos Racing       | 22     | 24     | –  | –  | –  | –  | –  | 4  |
| P | +/− | Konstruktor         | Starty | Punkty | P1 | P2 | P3 | PP | NO | NS |